# کوستاوی
کوسْتاوی (به فنلاندی: Kustavi) یک منطقهٔ مسکونی در فنلاند است که در جنوب غرب فنلاند واقع شده‌است.